# Hans-Reimer Rodewald
Hans-Reimer Rodewald (* 10. April 1958 in Hamburg) ist ein deutscher Immunologe am Deutschen Krebsforschungszentrum in Heidelberg. Er gilt als einer der weltweit führenden Immunologen. Schwerpunkt seiner Forschung ist die Frage, wie sich im Körper aus Stammzellen verschiedene Immunzellen entwickeln, die ein funktionierendes Immunsystem bilden und erhalten.

## Leben und Wirken
Rodewald studierte an der Stiftung Tierärztliche Hochschule Hannover und schloss 1983 mit der Arbeit Eine Untersuchung über das Repertoire von regulatorischen und zytotoxischen T-Lymphozyten der Maus: Korrelationen zwischen der Struktur und der Funktion des T-Zell-Antigen-Rezeptors mit dem Doktor in Tiermedizin ab. 1988 erwarb er am Max-Planck-Institut für Immunbiologie in Freiburg einen Dr. phil. in Immunologie. Als Postdoktorand arbeitete er am Max-Planck-Institut für Immunbiologie, 1988/1989 am Krebszentrum des Massachusetts Institute of Technology (MIT) und anschließend am Dana-Farber Cancer Institute, bevor er 1992 an das Basel Institute for Immunology ging. 1996/1997 habilitierte er sich mit der Arbeit Differenzierungswege von hämatopoetischen Stammzellen zu T-Lymphozyten und natürlichen Killer-Zellen. 1999 erhielt Rodewald eine C4-Professur am Institut für Immunologie der Universität Ulm. Seit 2010 leitet er die Abteilung für zelluläre Immunologie am Deutschen Krebsforschungszentrum in Heidelberg.
Schwerpunkt der Arbeit Rodewalds ist die Herstellung und Analyse von Maus-Mutanten mit Veränderungen in Hämatopoese und Immunologie, zum Beispiel lebensfähige KIT-Null-Mutanten, mit deren Hilfe Einblicke in die Rolle dieses Stammzell-Rezeptors in erwachsenen Geweben möglich wurden. Rodewald entwickelte Mutanten zur Aufdeckung der Funktion von Mastzell-Proteasen. Weitere Mutanten erlauben Einblicke in Entwicklungswege von Stammzellen zu Mastzellen und basophilen Granulozyten. In der Thymus-Forschung konzentrierte sich Rodewald auf Methoden zur Einführung von Mutationen in die Thymus-Epithelzelle, wobei ihm die Entdeckung eines zweiten, funktionellen Thymus im Hals von Mäusen gelang.

## Ehrungen
- 2006 Mitglied der Leopoldina[5]
- 2016 Mitglied der European Molecular Biology Organization (EMBO)[6]
- 2016 Deutscher Immunologie-Preis[2]
- 2019 Gottfried Wilhelm Leibniz-Preis[7]